# Mynttorget
Mynttorget er en offentlig plads i Gamla stan i den centrale del af Stockholm.
Den ligger i den nordlige ende af bydelen hvor Myntgatan, Slottskajen og Västerlånggatan mødes med Stallbron.

## Historie
Bymuren omkring Gamla stan begyndte at miste sin funktion i 1600-tallet. Den blev derfor nedrevet og omkring pladsen hvor Norreport var, blev der anlagt et nyt torg. I slutningen af 1600-tallet, eller muligvis nogen senere, fik dette torv navnet Mynttorget efter det nye myntverkshuset, Kungliga Myntet, som i 1696 blev opført på Ledamotshusets nuværende plads. I myntverkshuset blev svenske mønter præget frem til 1784. Derefter blev det nedrevet, og der blev opført et kongeligt kanselihus som stod færdigt i 1790.
På begyndelsen af 1930'erne blev det gamle kanselihus nedrevet, og et nyt blev opført.